# Rundloge

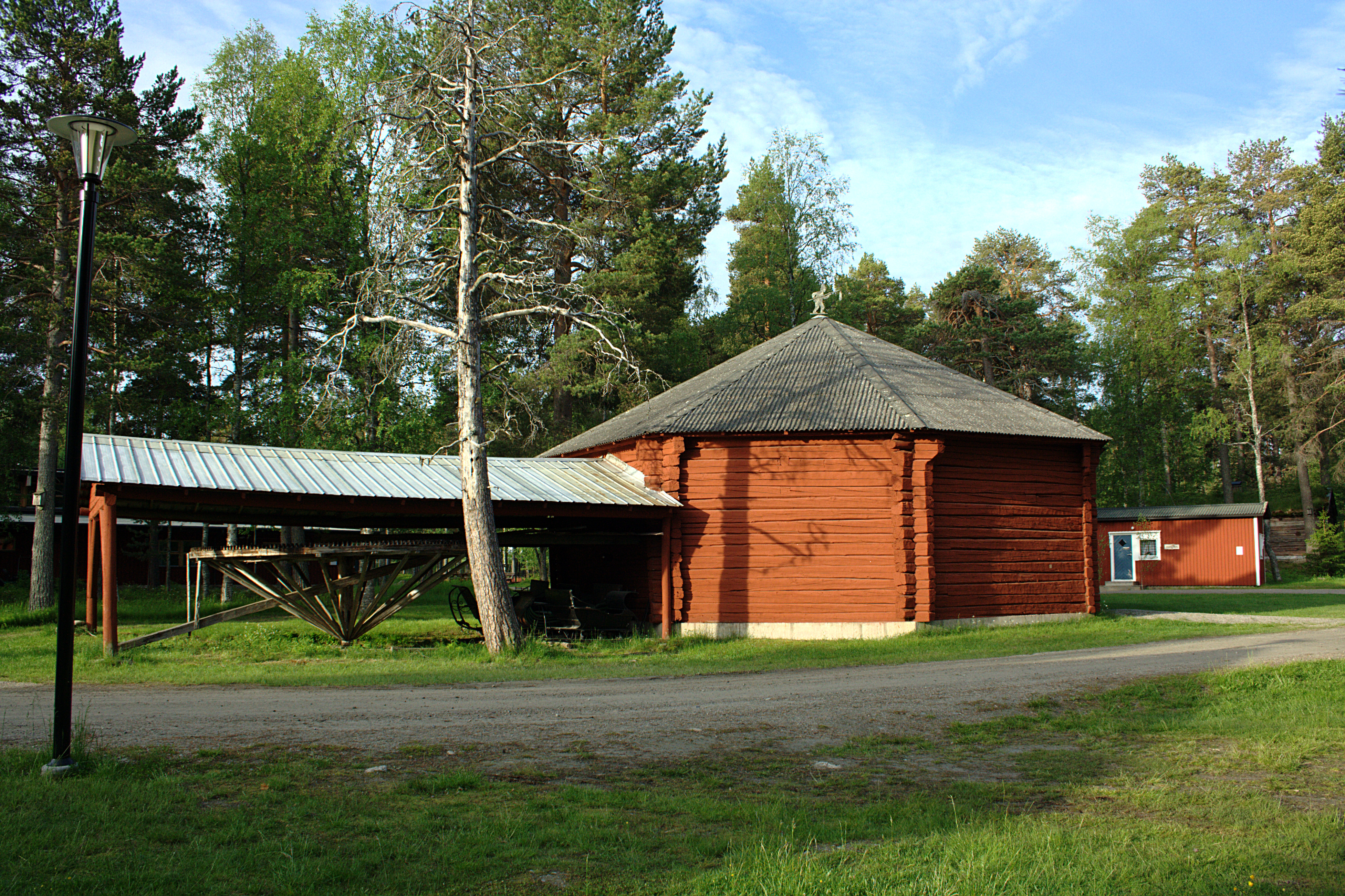
Rundloge på Gammplatsen i Lycksele.

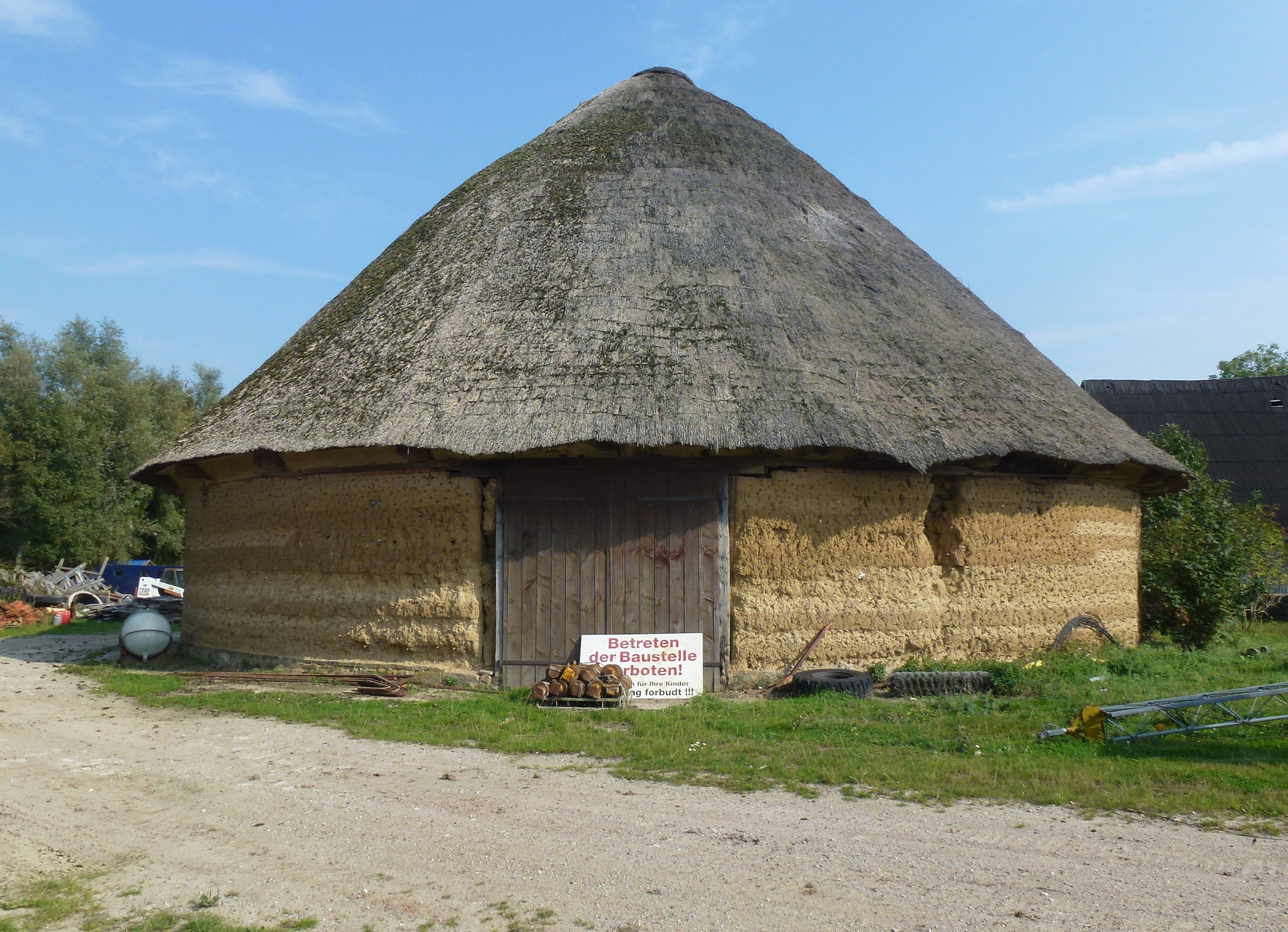
Rundscheune i Schleswig-Holstein.

Rundloge är en variant av tröskladan för tröskning av säd. 
Den vanligaste typen var en åttaknutsloge i form av en regelbunden oktagon. Den otröskade säden travades efter väggarna – tröskplatsen var i mitten av logen. Arbetet utfördes med slagor. I övre Norrland fanns rundlogar med en tröskbana löpande runt byggnaden. En tröskvält ”bult” kördes runt med hjälp av dragdjur. För att bulten lättare skulle gå i cirkel hade valsarna med sina slagrister konisk form. Rundlogar var vanliga i bygderna längs Norrlandskusten på 1800-talet, men även i angränsande delar av Lappland och Jämtland. Det fanns andra, avvikande former av trindlogar (annat namn på rundloge). Fyrkantiga, sexkantiga och till och med tiokantiga former har byggts.
Även utomlands förekommer denna typ av byggnad, då ofta utförda cirkulär och uppförda i sten eller lera. I Tyskland kallas byggnadstypen Rundscheune, i Frankrike Grange ronde och i USA Round barn.